# Macropipus
Macropipus is een geslacht van kreeftachtigen uit de klasse van de Malacostraca (hogere kreeftachtigen).

## Soorten
- Macropipus australis Guinot, 1961
- Macropipus guadulpensis (Saussure, 1857)
- Macropipus rugosus (Doflein, 1904)
- Macropipus tuberculatus (Roux, 1830)